# Afrodita de Menofanto
La Afrodita de Menofanto es una estatua romana en mármol de Venus del tipo Venus Capitolina. Fue hallada en el monasterio camaldulense de San Gregorio al Celio. Actualmente está en el Palazzo Massimo alle Terme, Roma.Lleva la firma de Menofanto, un escultor griego, aparentemente del siglo I a. C., de quien no se sabe nada más. Los cenobitas camaldulenses ocuparon la antigua iglesia y monasterio de S. Gregorii in Clivo Scauri edificada sobre la ladera (clivus) de la Colina de Celio por el papa Gregorio Magno sobre el 580. Su edificación fue dedicada en honor del apóstol Andrés, sobre su propiedad. En el siglo X el nombre de Gregorio fue añadido al del apóstol, terminando por suplantándolo. La escultura llegó a manos del príncipe Chigi. Johann Joachim Winckelmann describió esta escultura en su Geschichte der Kunst des Altertums (vol. V, cap. II).
La Venus Púdica es una pose clásica en el arte occidental. En la Afrodita de Menofantos, la estatua presenta a una mujer desnuda con su mano izquierda cubriendo los genitales con una tela mientras que la derecha cubre sus pechos. La diosa se alza sobre su pierna izquierda mientras que la derecha está ligeramente inclinada. Se vuelve ligeramente a su izquierda; su cabeza inclinada y expresión despreocupada sugieren que está perdida en sus pensamientos. El término Pudica deriva de la palabra latina «pudendus» que «puede significar lo mismo los genitales externos o vergüenza, o los dos a la vez»; y también desde el doble significado de la palabra de raíz griega «aidos» («Αἰδώς»), que significa vergüenza o reverencia.